# メイヤコード (フリゲート)
| USS Meyerkord (FF-1058) |                                                                |
| 艦歴                    |                                                                |
| 発注                    | 1964年7月22日                                                  |
| 起工                    | 1966年9月1日                                                   |
| 進水                    | 1967年7月15日                                                  |
| 就役                    | 1969年11月28日                                                 |
| 退役                    | 1991年12月14日                                                 |
| 除籍                    | 1995年1月11日                                                  |
| その後                  | 2001年12月15日にスクラップとして廃棄                           |
| 性能諸元                |                                                                |
| 排水量                  | 基準: 3,068t                                                   |
| 排水量                  | 満載: 4,130t                                                   |
| 全長                    | 133.5 m (438 ft)                                               |
| 全幅                    | 14.33 m (47 ft)                                                |
| 吃水                    | 7.62 m (24.75 ft)                                              |
| 機関                    | 水管ボイラー (84.4at, 538℃)×2缶                                |
| 機関                    | 蒸気タービン (35,000hp)×1基                                    |
| 機関                    | スクリュープロペラ×1軸                                         |
| 速力                    | 最大: 27ノット以上                                             |
| 航続距離                | 4,500海里 (20ノット巡航時)                                     |
| 乗員                    | 士官16名、曹士211名                                            |
| 兵装                    | Mk.42 5インチ単装速射砲×1基                                    |
| 兵装                    | Mk.15 20mmCIWS×1基 ※BPDMSと交換に後日装備                      |
| 兵装                    | シースパローBPDMS 8連装発射機×1基 ※後日装備, 後にCIWSに換装    |
| 兵装                    | Mk.16 8連装ミサイル発射機×1基 (アスロックSUM, ハープーンSSM用) |
| 兵装                    | Mk.32 mod.9 連装短魚雷発射管×2基                               |
| 艦載機                  | QH-50 DASH×2機 ※SH-2 LAMPSヘリコプター×1機に 後日換装          |
| FCS                     | Mk.68 砲射撃指揮用                                             |
| FCS                     | Mk.114 水中攻撃指揮用                                          |
| センサ                  | AN/SPS-40 対空捜索レーダー                                     |
| センサ                  | AN/SPS-10 対水上捜索レーダー ※AN/SPS-67に後日換装              |
| センサ                  | AN/SQS-26CX 艦首装備ソナー                                     |
| センサ                  | AN/SQS-35 可変深度ソナー ※AN/SQR-18戦術曳航ソナーに後日換装    |
| 電子戦                  | AN/WLR-1C電波探知装置 ※AN/SLQ-32に後日換装                     |
| 電子戦                  | AN/ULQ-6C電波妨害装置 ※AN/SLQ-32への換装と同時に撤去           |
| 電子戦                  | Mk.137 6連装デコイ発射機×2基 ※後日装備                         |
| モットー                |                                                                |

メイヤコード (英語: USS Meyerkord, FF-1058) は、アメリカ海軍のフリゲート。ノックス級フリゲートの1隻。艦名はベトナム戦争で戦死し海軍十字章を受章したハロルド・デイル・メイヤコード中尉に因む。就役時は護衛駆逐艦に分類された。

## 艦歴
メイヤコードはカリフォルニア州サンペドロのトッド・パシフィック造船所で1966年9月1日に起工する。1967年7月15日にハロルド・デイル・メイヤコード夫人およびハロルド・E・メイヤコード夫人（メイヤコード中尉の未亡人と母親）によって命名、進水し、1969年11月28日に就役した。
メイヤコードは1991年12月14日に退役し、1995年1月11日に除籍、2001年12月15日にスクラップとして廃棄された。